# Sergio Albeverio

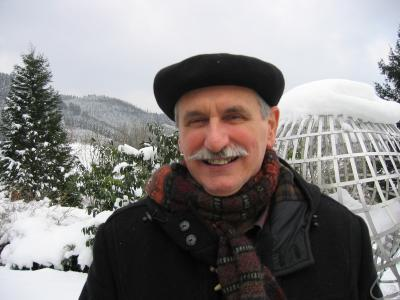
Sergio Albeverio

Sergio Albeverio (* 17. Januar 1939 in Lugano) ist ein schweizerischer Mathematiker und mathematischer Physiker, der in zahlreichen Gebieten der Mathematik und ihrer Anwendungen tätig ist. Er ist bekannt für seine Arbeiten zur Wahrscheinlichkeitstheorie, Analysis (einschl. unendlich-dimensionaler Analysis, Nichtstandardanalysis und stochastischer Analysis), mathematischen Physik und sowohl in den Gebieten der Algebra, Geometrie und Zahlentheorie als auch in den Anwendungsgebieten der Mathematik und Physik in Natur-, Sozial- und Wirtschaftswissenschaft.

## Karriere
Albeverio ist der Sohn von Olivetta Albeverio Brighenti (1910–1968) und Luigi (Gino) Albeverio (1905–1968). Er wuchs in Lugano (Schweiz) auf. Er studierte an der ETH Zürich, wo er 1967 promovierte. Er ist seit 1970 mit Solvejg Albeverio-Manzoni (Malerin und Schriftstellerin) verheiratet und hat mit ihr eine Tochter, Mielikki Albeverio (Dipl. Sozialwiss.). Er initiierte (mit Raphael Høegh-Krohn) eine systematische mathematische Theorie der Feynman Pfadintegrale und unendlich-dimensionaler Dirichlet-Formen und den damit zusammenhängenden stochastischen Prozessen (mit Anwendungen insbesondere in den Gebieten der Quantenmechanik, der statistischen Mechanik und der Quantenfeldtheorie). Er leistete überdies wesentliche Beiträge zur Entwicklung der Gebiete p-adischer Funktional- und stochastischer Analysis einerseits und andererseits der singulären Störungstheorie für Differentialoperatoren. Weitere wichtige Beiträge leistete er in den Bereichen der konstruktiven Quantenfeldtheorie und der Darstellungstheorie unendlich-dimensionaler Gruppen. Er begründete darüber hinaus einen durch stochastische Mechanik inspirierten neuen Ansatz zur Untersuchung der Formationen von Galaxien und Planeten.

## Leben und Werdegang
- Studium der Mathematik und Physik an der ETH Zürich, Diplomarbeit (1962) bei Markus Fierz und David Ruelle, Dissertation (1966) bei Res Jost und Markus Fierz.
- Assistent an der ETH Zürich (1962–67), Gastdozent am Imperial College (1967–68, R. F. Streater). Einladung von Irving Segal als Mitarbeiter (MIT, 1968–69), wegen familiärer Gründe durch einen einjährigen Aufenthalt als Dozent am Liceo Cantonale, Lugano ersetzt.
- Research Fellowship an der Princeton University (1970–72, A. S. Wightman). Gastprofessuren an den Universitäten Oslo (1973–77, R. Høegh-Krohn), Neapel (1973–74, Gianfausto Dell’Antonio) und Aix-Marseille II (1976–77, Daniel Kastler, Raymond Stora).
- Seit 1977 ordentliche Professuren in Deutschland:
  - 1977–79 Universität Bielefeld
  - 1979–97 Inhaber des Lehrstuhls für Wahrscheinlichkeitstheorie und mathematische Physik, Ruhr-Universität Bochum
  - Seit 1997: Inhaber des Lehrstuhls für Wahrscheinlichkeitstheorie und mathematische Statistik, Universität Bonn (emeritiert seit 2008). Mitglied des Hausdorff Center for Mathematics seit dessen Gründung (2006).
- 1997–2009: Professor und Direktor der Abteilung Mathematik an der Accademia di Architettura, USI, Mendrisio; 2011–2015 Chair Professorship in Mathematik, King Fahd University of Petroleum and Minerals (KFUPM), Dhahran.
- Längere Forschungs- und Gastprofessuren an zahlreichen Universitäten und Forschungszentren in Europa, China, Japan, Mexiko, UdSSR/Russland, und den USA.

## Forschungsinteressen
Albeverios Hauptinteressen liegen in den Bereichen der Wahrscheinlichkeitstheorie (stochastische Prozesse, stochastische Analysis, stochastische partielle Differentialgleichungen), Analysis (Funktional- und unendlich-dimensionale Analysis, Nichtstandardanalysis, p-adische Analysis), mathematischen Physik (klassische und Quantenphysik, insbesondere Hydrodynamik, statistische Physik, Quantenfeldtheorie, Quanteninformation und Astrophysik), Geometrie (Differentialgeometrie, nichtkommutative Geometrie), Topologie (Konfigurationsräume, Knotentheorie), Operatoralgebren, Spektraltheorie, Fraktale, Zahlentheorie (analytische und p-adische), Darstellungstheorie, Algebra, Informationstheorie und Statistik, mathematische Anwendungen in der Biologie, den Geowissenschaften, der Wirtschaftswissenschaft, den Ingenieurwissenschaften, der Physik, den Sozialwissenschaften, im Bereich der Modelle urbaner Systeme, der Erkenntnistheorie und allgemeiner auf den Gebieten philosophischer und kultureller Fragestellungen.

## Mitgliedschaften
S. Albeverio ist bzw. war Mitglied vieler Gremien, Komitees und Gesellschaften, unter anderem:
- Komitee der International Association of Mathematical Physics
- Beirat des Doppler-Instituts, Prag
- Beirat des CFM, Lissabon
- Wissenschaftlicher Beirat des mathematischen Forschungsinstituts, Linné-Universität, Växjö
- Komitee zur Evaluation der Forschung (CIVR), Rom
- Diskussionsteilnehmer der ERC Synergy
- Nucleo di Valutazione (Aufsichtsrat) der Universitá di Roma III
- Jurymitglied für die Universitá di Roma I, La Sapienza
- Evaluationsgremium des mathematischen Forschungsinstituts Oberwolfach
- Wissenschaftlicher Direktor des Forschungszentrum für Mathematik und Physik (CERFIM), Locarno, und des MACS-Lab (USI, Mendrisio)
- Komitee des Instituts für wissenschaftliche und interdisziplinäre Studien (ISSI), Locarno
- Wissenschaftliches Komitee am Zentrum für interdisziplinäre Forschung (ZiF), Universität Bielefeld
- Wissenschaftlicher Direktor am interdisziplinären Zentrum für komplexe Systeme (IZKS), Universität Bonn
- Esperto am Liceo Cantonale, Bellinzona
- Ehrenmitglied der Società Matematica Svizzera Italiana (SMASI)
- Gastgeber für 30 Alexander von Humboldt Fellows; über 30 Promotionsvorhaben betreut[2]
- Organisator von über 70 internationalen Konferenzen, Symposia und Workshops
- 2021 wurde er ordentliches Mitglied der Academia Europaea[3]

## Auszeichnungen und Preise
- 1992: Max-Planck-Forschungspreis Mathematik (mit Z. M. Ma und M. Röckner)
- 1998: Nominierung Professor per Chiara Fama, Università degli studi di Roma Tor Vergata
- 2000: Konferenz zu Ehren S. Albeverios anlässlich seines 60. Geburtstags, Max-Planck-Institut für Mathematik in den Naturwissenschaften, Leipzig, über stochastische Prozesse, Physik und Geometrie[1][4]
- 2002: Doctor honoris causa der Universität Oslo anlässlich des 200. Geburtstags von Niels H. Abel
- 2002: Langzeitprofessur per chiara fama, Universität Trient
- 2002: Moderator der Plenarsitzung auf dem Internationalen Mathematikerkongress (ICM), Peking
- Seit 2002: Aufgeführt in den ISI Highly Cited
- 2003: Preis für ein interdisziplinäres Forschungsprojekt, Universität Bonn
- 2015: Direktor (mit A. B. Cruzeiro und D. Holm) des Research Semester on Geometric Mechanics, Variational and Stochastic Methods at Centre Interfacultaire Bernoulli (CIB), EPFL
- Über 250 Vorträge auf internationalen Konferenzen in Mathematik, Physik und Anwendungen, darunter:
  - Plenarvortrag auf dem International Congress of Mathematical Physics (ICMP): Rom 1977, Boulder 1983, Marseille 1986, Swansea 1988; Organisation einer Sitzung in Lissabon 2003
  - 1994: N. Wiener Memorial Symposium, East Lansing
  - 1995: S. Lefschetz Memorial Lecture, Mexiko-Stadt
  - 2000: Vorträge in Saint-Flour anlässlich des 30-jährigen Jubiläums der Saint-Flour Lectures in Probability
  - 2005: Plenarvortrag auf der Konferenz anlässlich des 90. Geburtstags von K. Itō, Oslo
  - Plenarvorträge auf Symposia/Konferenzen zu Ehren von: G. da Prato (1996), G. F. Dell’Antonio (2003 und 2013), L. Gross (2010), E. Balslev (2010), F. Guerra (2013), H. Holden (2016), D. Holm (2017)

## Ausgewählte Veröffentlichungen
Über 900 Publikationen in wissenschaftlichen Zeitschriften oder Konferenzbänden.

### Monographien
- mit Raphael Høegh-Krohn: Mathematical theory of Feynman Path Integrals, Lecture Notes in Mathematics, Band 523, Springer Verlag 1976, 2. Aufl. (mit Raphael Høegh-Krohn und Sonia Mazzucchi) 2008
- mit Raphael Høegh-Krohn, Jens Erik Fenstad und Tom Lindstrøm: Nonstandard Methods in stochastic analysis and mathematical physics, Academic Press 1986, Dover 2009 Russische Übersetzung von A. K. Svonskin, M. A. Shubin, Moskau: Mir (1990)

- mit Fritz Gesztesy, Raphael Høegh-Krohn, Helge Holden: Solvable Models in Quantum Mechanics, Springer 1988, 2. Aufl., American Mathematical Society Chelsea Publishing, 2005 Russische Übersetzung von Yu. A. Kuperin, K. A. Makarov, V. A. Geilerk, Moskau: Mir (1990)
- mit Raphael Høegh-Krohn, J. Marion, D. Testard, B. Torresani: Noncommutative distributions: unitary representations of gauge groups and algebras, Marcel Dekker 1993

- mit Jürgen Jost, Sylvie Paycha, Sergio Scarlatti: A mathematical introduction to String Theory. Variational Problems, Geometric and Probabilistic Methods, Cambridge University Press 1997
- mit Pavel Kurasov: Singular perturbations of differential operators. Solvable Schrödinger type operators, London Mathematical Society Lecture Notes, Cambridge University Press 2000
- mit Franco Flandoli, Yakov G. Sinai, edited by Giuseppe Da Prato and Michael Röckner: SPDEs in hydrodynamics: recent progress and prospects. Lectures given at the C.I.M.E. Summer School held in Cetraro, 29 August–3 September 2005. Lecture notes in mathematics, 1942. Berlin: Springer, Florence: Fondazione C.I.M.E. 2008
- mit Yuri Kondratiev, Yuri Kozitsky, Michael Röckner: The statistical mechanics of quantum lattice systems. A path integral approach. EMS Tracts in Mathematics 8, Zürich: European Mathematical Society 2009
- mit R.-Z. Fan, F. S. Herzberg: Hyperfinite Dirichlet forms and stochastic processes, Berlin: Springer 2010

- mit A. Khrennikov, V. Shelkovich: Theory of p-adic distributions: linear and nonlinear models, Cambridge University Press 2010
- mit L. Gross, E. Nelson: Mathematical Physics at Saint-Flour, Berlin: Springer 2012. (Nachdruck der Saint-Flour Lecture 2000, erstveröffentlicht in S. Albeverio; W. Schachermayer; M. Talagrand: Lectures in Probability and Statistics. Lectures from the 30th Summer School in Probability Theory held in Saint-Flour, 2000. Berlin: Springer 2003)

### Herausgegebene Bücher (Auswahl)
- mit M. Demuth, E. Schrohe, B.-W. Schulze: Parabolicity, Volterra calculus, and conical singularities. A volume of advances in partial differential equations. Operator Theory: Advances and Applications 138, Basel: Birkhäuser (2002)
- mit M. Demuth, E. Schrohe, B.-W. Schulze: Nonlinear hyperbolic equations, spectral theory, and wavelet transformations. Operator Theory: Advances and Applications 145, Basel: Birkäuser (2003)
- mit Z.-M. Ma, M. Röckner: Recent Developments in Stochastic Analysis and Related Topics. Proceedings of the first Sino-German conference on stochastic analysis, Beijing, China, 29 August–3 September 2002, World Scientific (2004)
- mit A. B. de Monvel, H. Ouerdiane: Proceedings of the International Conference on Stochastic Analysis and Applications. Hammamet, October 22–27, 2001. Dordrecht: Kluwer Academ. Publ. (2004)
- mit F. De Martini und G. F. Dell’Antonio: Entanglement and decoherence: mathematics and physics of quantum information and computation. Oberwolfach Rep. 2 (1), pp. 185–255 (2005) (EMS Publ.)
- mit V. Jentsch, H. Kantz: Extreme events in nature and society. Berlin: Springer (2006)
- mit F. Minazzi: Foundations of Mathematics today. Note di Matematica, Storia, Cultura, PRISTEMStoria 14/15 (2006)
- mit A. Vancheri, P. Giordano, D. Andrey: The Dynamics of the Complex Urban Systems: An interdisciplinary approach. Heidelberg: Springer (2007)
- mit M. Marcolli, S. Paycha, J. Plazas: Traces in Geometry, Number Theory, and Quantum Fields. Wiesbaden: Vieweg (2008)
- mit S.-M. Fei, A. Cabello, N.-H. Jing, D. Goswami: Quantum Information and Entanglement. Advances in Mathematical Physics 2010 (2010)
- mit Ph. Blanchard: Direction of Time. Berlin: Springer (2016)